# 서울바이오시스
서울바이오시스(Seoul Viosys Co. Ltd.)는 대한민국의 UV LED(자외선 광반도체) 기업이다. 서울반도체의 자회사이며 본사는 경기도 안산시 단원구 산단로 163번길 65-16 에 위치해 있으며 대표이사는 이영주이다.

## 상장
2020년 3월 6일에 주관사를 KB증권으로 공모가 7,500원에 코스닥 시장에 상장하였다.

## 같이 보기
- 서울반도체

## 참고문헌
1. ↑  2022년 부진했던 서울바이오시스, '이 기술'로 올해 대반전 노린다, 머니투데이, 2023년 1월 4일
2. ↑  서울바이오시스, '빈 살만 직속' 사우디 KACST와 LED 연구소 설립, 더구루, 2023년 5월 19일
3. ↑  '흑자 전환' 총력 기울이는 서울바이오, 3분기 매출 '순항', 뉴스핌, 2023년 9월 20일